# Saint-Maixent
Saint-Maixent là một xã trong tỉnh Sarthe ở tây bắc nước Pháp. Xã này nằm ở khu vực có độ cao từ 75-197 mét trên mực nước biển.